# Mario Trevi
Mario Trevi, właśc. Agostino Capozzi (ur. 2 listopada 1941 roku w Melito di Napoli, prowincja Neapol, region Kampania) – włoski piosenkarz, aktor i autor, tłumacz pieśni neapolitańskiej.
Był uczestnikiem Festiwalu Piosenki Neapolitańskiej, od 1960 do 1970 roku, zajmując trzecie, drugie i pierwsze miejsce.
To prowadzi do sukcesu Mare verde, Indifferentemente, Che chiagne a ffa!, Cara busciarda, Mandulinata blu, Malacatena, È frennesia!, Cunto 'e lampare, Settembre cu mme.

## Festiwal
- 1958 – Nuvole d'ammore (Sacchi-Acampora)
- 1959 – Viento (Zanfragna-Benedetto)[1]
- 1959 – 'O tramonto 'e ll'ammore (Fiorini-Genta)[2]
- 1959 – Si ce lassammo (Ruocco-De Mura)[3]
- 1959 – Feneste e fenestelle (D'Alessio-Ruocco)[4]
- 1959 – 'Nnammuratella 'e maggio (De Gregorio-Acampora)[5]
- 1960 – O sfaticato (Riccardi-Acampora)[6]
- 1960 – L'urdime parole (Iervolino-Pennella-Acampora)
- 1960 – L'urdema nustalgia (Pereila-Acampora-La Commara-Fiorelli)[7]
- 1960 – Canzone all'antica (S.Gaetani – A.Minervini)[8]
- 1961 – E' desiderio (Barrucci-Sasso-Esposito)[9]
- 1961 – Mare Verde (G.Marotta – S.Mazzocco)[10]
- 1961 – É napulitana (M. Di Luito – G.Cioffi)[11]
- 1961 – Cunto 'e Lampare (L.Bonagura – Recca)[12]
- 1961 – Settembre Cu Me (R.Fiore – A.Vian)[13]
- 1962 – Mandulinata blu (U.Martucci – S.Mazzocco)[14]
- 1962 – Era Settembre (L.Cioffi – Gaiano)[15]
- 1962 – Brigantella (Mennillo – Di Paola – Fanciulli)[16]
- 1963 – Indifferentemente (U.Martucci – S.Mazzocco)[17]
- 1963 – Catena d'Ammore (U.Martucci – S.Mazzocco)[18]
- 1964 – Me Parlano e Te (S.Palomba – A.Vian)[19]
- 1964 – Sole 'e Luglio (De Gregorio – Scuotto – Acampora)[20]
- 1965 – É frennesia! (G.Pisano – F.Albano)[21]
- 1965 – Niente Cchiù (C.Della Gatta – E.Alfieri)[22]
- 1966 – Che chiagne a ffà! (Annona – Acampora – Donadio)[23]
- 1966 – Rose d'o Mese e Maggio (Ippolito – S.Mazzocco)[24]
- 1966 – Tutti vanno via (T.Cucchiara)[25]
- 1967 – Casarella 'e Piscatore (L.Cioffi – Marigliano – Buonafede)[26]
- 1967 – Biancaneve(Annona – Acampora – Manetta)[27]
- 1968 – Lacrema (S.Palomba – E.Alfieri)[28]
- 1968 – Comme a 'nu Sciummo (Barrucci – Gregoretti – C.Esposito)[29]
- 1969 – Cara Busciarda (Fiore – Festa)[30]
- 1969 – L'ultima sera (Barile – Pisano)[31]
- 1970 – Ricorde 'e 'Nnammurato (Annona – Campassi)[32]
- 1970 – Malacatena (Fiore – Festa – T.Iglio)[33]
- 1970 – Sulitario (Di Domenico – Marigliano)[34]
- 1981 –  'O tesoro (Langella – T.Iglio)[35]

## Teatr
- Cunfiette 'e sposa (1969)
- Sulitario (1970)
- 'O carabiniere (1972)
- 'A mano nera (1973)
- 'O cammurrista (1973)
- Cella 17 (1974)
- 'O mariuolo (1975)
- 'O fuggiasco (1975)
- 'O rre d’è magliare (1976)
- 'Nu telegramma (1976)
- 'O presepio (1976)
- 'O professore (1977)
- 'A paggella (1977)
- 'A Befana (1978)
- 'O metronotte (1979)
- 'O diario (1979)
- Papà (1980)
- Astrignete 'a 'mme (1980)
- 'O tesoro (1981)
- 'O carabiniere (1981)

## Filmografia
- 1980: La pagella
- 2025: Indiffentemente... Mario Trevi [36][37][38][39] [40]

## Dyskografia (wybór)

### Albumy
- 1961: Senti Napoli e poi...
- 1961: Naples - Today (London Records)
- 1964: Indifferentemente
- 1964: Mario Trevi con la orquesta de E.Alfieri (Ronde de Venezuela)
- 1965: Canzoni napoletane classiche
- 1966: Canzoni napoletane moderne
- 1970: Mario Trevi & Mirna Doris, Ammore 'e Napule (Fiesta record company)
- 1974: Le disque d’or des Chansons Napolitanes - Mario Trevi (Pickwick Records)
- 1975: Mario Trevi – vol.1
- 1975: Mario Trevi – vol.2
- 1975: Mario Trevi – vol.3
- 1975: Mario Trevi
- 1975: Si me sonno Napule
- 1975: Papà
- 1975:  'Nu telegramma
- 1975: Mario Trevi
- 1976: Mario Trevi recita le sue sceneggiate nel ruolo di 1° attore
- 1976:  'O presepio
- 1977:  'A paggella
- 1977: Senti Napoli e poi... (Sicamericana Sacifi)
- 1978:  'A befana
- 1978: Mario Trevi – 12° volume
- 1979: La sceneggiata napoletana
- 1979:  'E candeline
- 1979: Canzoni di Napoli (Music Hall)
- 1981: Mario Trevi – 14° volume
- 1982: Mario Trevi – 15° volume
- 1983: Mario Trevi – 18° volume
- 1984: Mario Trevi – 19° volume
- 1985:  'Nfizzo 'nfizzo
- 1986: Nun è 'nu tradimento
- 1986: Ancora io
- 1989: I miei successi di ieri... cantati oggi
- 1991: Tu si importante
- 1992: Cento canzoni da ricordare – vol.1
- 1992: Cento canzoni da ricordare – vol.2
- 1992: Cento canzoni da ricordare – vol.3
- 1992: Cento canzoni da ricordare – vol.4
- 1994: Cento canzoni da ricordare – vol.5
- 1994: Cento canzoni da ricordare – vol.6
- 1994: Carezze d'autore
- 1995: ...Pecché te voglio bene
- 1995: ...Niente – Trevi canta Daniele
- 1996: Nustalgia
- 2008: Il capitano e il marinaio
- 2011: Napoli Turbo Folk